# میلرسویل (تنسی)
میلرسویل(به انگلیسی: Millersville) شهری در ایالت تنسی کشور ایالات متحده آمریکا است که جمعیت آن در سرشماری سال ۲۰۱۰ میلادی، ۶٬۴۴۰ نفر بوده‌است.